# Андерсен, Арильд
Арильд Андерсен (норв. Arild Andersen; 27 октября 1945) — норвежский джазовый музыкант и композитор. Считается одним из самых известных скандинавских контрабасистов на международной джазовой сцене. Обладатель нескольких норвежских и европейских музыкальных премий. Третий в истории джазовый музыкант, получивший престижную норвежскую музыкальную премию Gammleng.

## Биография
Арильд Андерсен родился 27 октября 1945 года в Лиллестрёме. С 1961 года по 1964 играл на гитаре в местной команде The Riverside Swing Group. Затем перешёл на контрабас и переехал в Осло. В первое время выступал на концертах и фестивалях в составе трио Роя Хелвина.

### 1967—1973
В 1967 году стал участником квартета Яна Гарбарека, куда также вошли Терье Рипдал и Йон Кристенсен. В составе коллектива получил большую известность. Выступал вместе с Карин Крог, Кетилем Бьёрнстадом и Джорджем Расселлом. Часто играл вместе с американскими джазовыми артистами, во время их концертов в Норвегии. Его контрабас звучал на выступлениях Фила Вудса, Декстера Гордона, Чика Кориа, Шейлы Джордан, Сонни Роллинза и других.

### 1974—1991
В 1973—1974 годах Андерсен путешествовал по США, где работал вместе со Стивом Куном, Полом Блеем и Стэном Гетцем. Возвратившись домой, он собрал первую собственную команду музыкантов, просуществовавшую до 1979 года. Кроме того, шесть лет был музыкантом джазовой вокалистки Радки Тонефф. В 1980 годах основал группу The Arild Andersen Quintet, в 1983 году переименованную в Masqualero, где играли Нильс Петтер Молвер, Йон Кристенсен, Йон Бальк и Тор Брюнберг. Последний альбом коллектив записал в 1991 году.

### 1992—2015

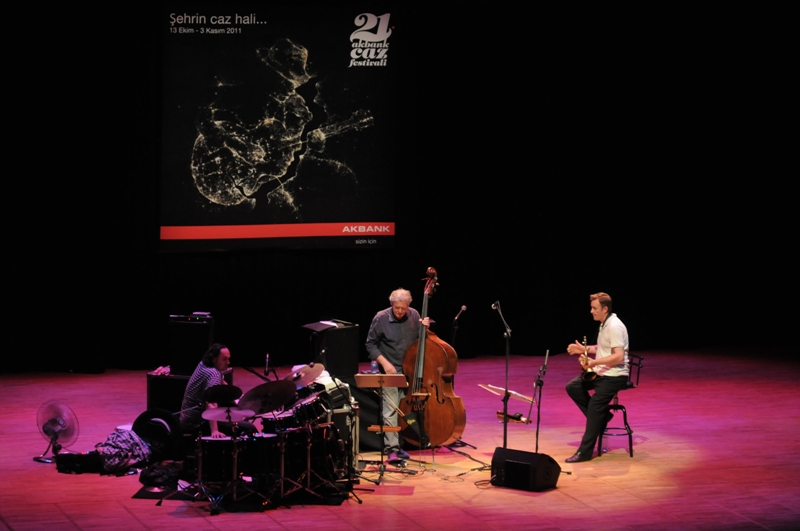
Трио Арильда Андерсена на фестивале в Турции

Первую половину 1990-х годов музыкант практически полностью посвятил своему коллективу. Много экспериментировал в области соединения джаза и этнической музыки. По состоянию на 2014 год в качестве лидера коллектива, состав которого неоднократно менялся, он записал почти двадцать альбомов. В январе 2009 года, по версии французской Академии джаза, Андерсен был признан музыкантом Европы 2008 года. А в 2010-м на джаз фестивале в Осло ему вручили ещё одну престижную награду — Ella Award.
В 2010 году впервые посетил с концертом Японию. А за год до этого — Россию; выступал в Москве со своим трио в рамках Moscow Jazz Open.

## Театр
Арильд Андерсен написал в 1994 году музыку для театральной постановки романа Сигрид Унсет «Кристин, дочь Лавранса». А в 2002 году он представил музыкальную версию драмы Софокла «Электра». Премьера проходила в Афинах. Музыку Андерсен сочинил специально в рамках культурной программы Олимпийских игр в Афинах 2004 года.

## Награды
- 1969: Buddyprisen[англ.], награда Норвежского джазового сообщества
- 1975: «Басист года» по версии European Jazz Federation
- 1983, 1986, 1991: Spellemannprisen (эту престижную премию, учреждённую для норвежских музыкантов, Андерсен получал трижды в составе Masqualero).
- 1984: Gammleng Award[англ.] в номинации «Классический джаз»
- 2009: «Музыкант Европы-2008» по версии французской Academie du Jazz
- 2010: «Ella Award» в рамках Oslo Jazz Festival
- 2022: Командор ордена Святого Олафа

## Дискография

### В качестве лидера или второго лидера
- 1975: Clouds in My Head (ECM)
- 1977: Shimri (ECM)
- 1978: Sheila (SteepleChase), совместно с Шейлой Джордан
- 1978: Green Shading into Blue (ECM)
- 1981: Lifelines (ECM)
- 1981: A Molde Concert (ECM), с Джоном Тейлором, Биллом Фриселлом и Альфонсом Музоном
- 1990: Sagn (ECM)
- 1993: Arv (Kirkelig Kulturverksted)
- 1994: If You Look Far Enough (ECM), совместно с Ральфом Таунером и Нана Васконселосом
- 1995: Kristin Lavransdatter (Kirkelig Kulturverksted)
- 1997: Hyperborean (ECM)
- 1998: Sommerbrisen (Kirkelig Kulturverksted), с Фродом Эльнисом и Стианом Карстенсеном
- 2003: Julegløggen (Kirkelig Kulturverksted), с Фродом Эльнисом и Стианом Карстенсеном
- 2004: The Triangle (ECM), с Василисом Цабропулосом и Джоном Маршаллом
- 2005: Electra (ECM)
- 2006: Høstsløv (Kirkelig Kulturverksted), с Фродом Эльнисом и Стианом Карстенсеном
- 2008: Live at Belleville (ECM), совместно с Паоло Виначчи и Томми Смитом
- 2012: Celebration (ECM), вместе с Шотландским Национальным джазовым оркестром
- 2014: Mira (ECM), с Паоло Виначчи и Томми Смитом

### В качестве участника

#### Совместно с Еленой Екимов
- 2013: Glass Song (L & H Production)
- 2015: LIONS (L & H Production)
- 2015: EVERBLUE (L & H Production)

#### Совместно сКетилем Бьёрнстадом
- 1973: Åpning (Philips)
- 1976: Finnes Du Noensteds Ikveld (Kirkelig Kulturverksted)
- 1990: The Shadow (Kirkelig Kulturverksted), при участии Рэнди Стина и на стихи Джона Донна
- 1990: Odyssey (Kirkelig Kulturverksted)
- 2004: Grace (Universal), при участии Аннели Дрекер
- 2007: Devotions (Universal)
- 2013: La Notte (ECM)

#### Совместно с Доном Черри
- 1968: Eternal Rhythm (MPS)

#### Совместно с Крисом Дандесом
- 2014: Oslo Odyssey (BLM)

#### Совместно сЯном Гарбареком
- 1969: Esoteric Circle (Flying Dutchman)
- 1970: Afric Pepperbird (ECM)
- 1971: Sart (ECM)
- 1972: Triptykon (ECM)

#### Совместно сДжорджем Расселлом
- 1971: The Essence of George Russell (Sonet)
- 1982: Trip to Prillarguri (Soul Note)
- 1983: Listen to the Silence (Soul Note)

#### Совместно с Тери Рипдалом
- 1971: Terje Rypdal (ECM)

#### Совместно с Бобо Стенсоном
- 1971: Underwear (ECM)

#### Совместно с Пэлом Тоусеном, Тери Рипдалом и Йоном Кристенсеном
- 1977: No Time For Time (Zarepta)

#### Совместно сШейлой Джордан
- 1978: Sheila (SteepleChase)

#### Совместно сДэвидом Дарлингом
- 1981: Cycles (ECM)

#### Совместно с Биллом Фриселлом
- 1982: In Line (ECM)

#### В составе группыMasqualero
- 1983: Masqualero (Odin)
- 1986: Bande a Part (ECM)
- 1988: Aero (ECM)
- 1991: Re-Enter (ECM)

#### Совместно с Василисом Цабропулосом
- 1999: Achirana (ECM)

#### Совместно сМаркусом Штокхаузеном
- 2000: Kartā (ECM)
- 2002: Joyosa (Enja)
- 2008: Electric Treasures (Aktivraum)

#### Совместно с Карстеном Далем
- 2002: The Sign (Stunt)
- 2003: Moon Water (Stunt)
- 2006: Short Fairytales (EmArcy)
- 2012: Space Is the Place (Storyville)
- 2013: Under the Rainbow (Storyville)

#### Совместно с Ференцем Снетбергером и Паоло Виначчи
- 2004: Nomad (Enja)

#### Совместно с Энди Шеппардом
- 2008: Movements in Colour (ECM)

## Семья
Андерсен женат на актрисе Хейе Скёйен. Их сын, Якоб Скёйен Андерсен, также известный актёр.